# Mary Ainsworth
Mary Dinsmore Ainsworth (ur. jako Salter 1 grudnia 1913 – zm. 21 marca 1999) – amerykańsko-kanadyjska psycholożka rozwoju człowieka, jedna z głównych twórczyń teorii przywiązania, autorka procedury obcej sytuacji i 97. najczęściej cytowana psycholożka 20. wieku.

## Życiorys

### Wczesne życie i wykształcenie
Urodziła się w Glendale w Ohio jako najstarsza z trzech córek Mary i Charlesa Salterów. Jej ojciec, posiadając tytuł magistra historii, pracował w fabryce w Cincinnati, później odnosząc sukcesy jako biznesmena, a matka, pielęgniarka, zajmowała się domem. Oboje jej rodzice ukończyli Dickinson College, i pokładali duże znaczenie w „dobrym wykształceniu” oraz oczekiwali od dzieci zdobycia najlepszych wyników w nauce. Mary nauczyła się czytać w wieku trzech lat, i intensywnie korzystała z lokalnej biblioteki. W wieku 15 lat nabrała przekonania do studiowania psychologii po przeczytaniu książki Williama McDougalla. W 1918 zakład zatrudniający jej ojca przeniósł się do Toronto, w związku z czym rodzina przeniosła się do Kanady. 
W wieku 16 lat Mary podjęła studia psychologiczne na Uniwersytecie w Toronto (BA, 1935, MA 1936), które zakończyły się zdobyciem doktoratu (Ph.D., 1939). Wykładowcy którzy wywarli na nią największy wpływ zajmowali się psychologicznymi koncepcjami poczucia bezpieczeństwa. Temu tematowi poświęciła swoją dysertację dyplomową.

### Praca i dalsze życie
Po ukończeniu studiów podjęła staż w szpitalu psychiatrycznym Ontario Hospital w Orilla (obecnie Huronia Regional Centre), jednak małe możliwości efektywnej pomocy pacjentom zniechęciły ją do takiej pracy. Zaoferowano jej pracę badawczą na Queen’s University, jednak senat uniwersytetu nie zgodził się na zatrudnienie kobiety. Według jej relacji, był to jedyny przypadek jaskrawej dyskryminacji, z jakim spotkała się w swojej karierze. Na zaoferowane jej stanowisko przyjęto później Donalda Hebba.
Jesienią 1939 rozpoczęła pracę wykładowczyni na Uniwersytecie w Toronto. W związku z wybuchem II wojny światowej wielu psychologów zaangażowało się przy ewaluacji i rekrutacji żołnierzy; dołączyła do tych zadań w 1942, uzyskując ostatecznie stopień majora.
Po zakończeniu wojny zaoferowano jej dalszą pracę w wojsku, zdecydowała się jednak powrócić na uniwersytet, gdzie nauczała psychologii osobowości oraz psychologii eksperymentalnej, i współprowadziła program badań osobowości. W 1950 wyszła za mąż za psychologa Leonarda Ainswortha, i przeprowadziła się z nim do Londynu, gdzie finalizował swój doktorat. Wydała w tym czasie popularną publikację dotyczącą testu Rorschacha. Dzięki obecności w Wielkiej Brytanii miała możliwość poznać i rozpocząć współpracę z brytyjskimi psychologami, w szczególności z Johnem Bowlby'm. Odbyła też w tym okresie podróż do Kampali w Ugandzie, gdzie dokonała pierwszych systematycznych obserwacji „matka–niemowlę”.
W 1955 przeniosła się do Baltimore, gdzie dołączyła do zespołu Uniwersytetu Johnsa Hopkinsa, i uzyskała pełną profesurę. Zrealizowała tam wieloletni projekt systematycznych eksperymentów według procedury obcej sytuacji, i obserwacji zachowań niemowląt i matek. Wyniki badań umożliwiły opracowanie koncepcji stylów przywiązania się u dzieci i stały się główną częścią jej wkładu w teorię przywiązania. 

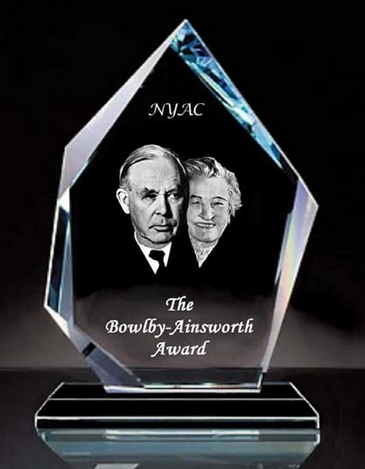
Nagroda z podobizną Mary Ainsworth

W 1960 jej małżeństwo zakończyło się rozwodem. W 1974 przeniosła się na Uniwersytet Wirginii, gdzie pracowała do końca życia, przechodząc do roli profesora emerytowanego w 1984. Napisała w ciągu życia kilka książek i opublikowała liczne, wpływowe artykuły naukowe. Jej prace uhonorowano szeregiem odznaczeń i tytułów honorowych. Zmarła w 1999.